# Daytime Emmy Awards 2018
La cerimonia della 45ª edizione dei Daytime Emmy Awards (45th Daytime Emmy Awards) si è tenuta presso il Pasadena Civic Auditorium di Pasadena il 29 aprile 2018.
La cerimonia, non trasmessa in diretta televisiva ma solo in streaming via internet, è stata condotta, come la precedente, da Mario López e Sheryl Underwood.
Le candidature erano state annunciate il 21 marzo 2018.

## Daytime Emmy Awards
Segue l'elenco delle categorie premiate durante la cerimonia principale del 29 aprile con i rispettivi candidati. I vincitori sono indicati in cima all'elenco di ciascuna categoria. I vincitori nelle categorie in cui si sono verificati ex aequo sono contrassegnati dal simbolo .
A seguire anche l'elenco delle altre categorie premiate il precedente 28 aprile durante la cerimonia dei Daytime Creative Arts Emmy Awards.

### Soap opera

#### Miglior serie drammatica
- Il tempo della nostra vita (Days of Our Lives), distribuita dalla NBC
  - General Hospital, distribuita dalla ABC
  - Beautiful (The Bold and the Beautiful), distribuita dalla CBS
  - Febbre d'amore (The Young and the Restless), distribuita dalla CBS

#### Miglior serie drammatica digitale
- The Bay, distribuita da Amazon
  - EastSiders, distribuita da Netflix
  - Ladies of the Lake, distribuita da Amazon
  - Tainted Dreams, distribuita da Amazon
  - Venice: The Series, distribuita da venicetheseries.com
  - Zac & Mia, distribuita da Verizon go90

#### Miglior attore protagonista in una serie drammatica
- James Reynolds, per aver interpretato Abe Carver in Il tempo della nostra vita
  - Peter Bergman, per aver interpretato Jack Abbott in Febbre d'amore
  - Michael Easton, per aver interpretato Hamilton Finn in General Hospital
  - John McCook, per aver interpretato Eric Forrester in Beautiful
  - Billy Miller, per aver interpretato Jason Morgan/Drew Cain in General Hospital

#### Miglior attrice protagonista in una serie drammatica
- Eileen Davidson, per aver interpretato Ashley Abbott in Febbre d'amore
  - Nancy Lee Grahn, per aver interpretato Alexis Davis in General Hospital
  - Marci Miller, per aver interpretato Abigail Deveraux DiMera in Il tempo della nostra vita
  - Maura West, per aver interpretato Ava Jerome in General Hospital
  - Laura Wright, per aver interpretato Carly Corinthos in General Hospital

#### Miglior attore non protagonista in una serie drammatica
- Greg Vaughan, per aver interpretato Eric Brady in Il tempo della nostra vita
  - Wally Kurth, per aver interpretato Ned Quartermaine in General Hospital
  - Chandler Massey, per aver interpretato Will Horton in Il tempo della nostra vita
  - Anthony Montgomery, per aver interpretato Dr. Andre Maddox in General Hospital
  - Greg Rikaart, per aver interpretato Kevin Fisher in Febbre d'amore

#### Miglior attrice non protagonista in una serie drammatica
- Camryn Grimes, per aver interpretato Mariah Copeland in Febbre d'amore
  - Marla Adams, per aver interpretato Dina Mergeron Abbott in Febbre d'amore
  - Susan Seaforth Hayes, per aver interpretato Julie Olson Williams in Il tempo della nostra vita
  - Elizabeth Hendrickson, per aver interpretato Chloe Mitchell in Febbre d'amore
  - Mishael Morgan, per aver interpretato Hilary Curtis in Febbre d'amore
  - Jacqueline MacInnes Wood, per aver interpretato Steffy Forrester Spencer in Beautiful

#### Miglior giovane attore in una serie drammatica
- Rome Flynn, per aver interpretato Zende Forrester-Dominguez in Beautiful
  - Lucas Adams, per aver interpretato Tripp Dalton in Il tempo della nostra vita
  - Tristan Lake Leabu, per aver interpretato Reed Hellstrom in Febbre d'amore
  - Casey Moss, per aver interpretato JJ Deveraux in Il tempo della nostra vita
  - Hudson West, per aver interpretato Jake Spencer in General Hospital

#### Miglior giovane attrice in una serie drammatica
- Chloe Lanier, per aver interpretato Nelle Benson in General Hospital
  - Reign Edwards, per aver interpretato Nicole Avant Forrester-Dominguez in Beautiful
  - Hayley Erin, per aver interpretato Kiki Jerome in General Hospital
  - Cait Fairbanks, per aver interpretato Tessa Porter in Febbre d'amore
  - Olivia Rose Keegan, per aver interpretato Claire Brady in Il tempo della nostra vita

#### Miglior guest star in una serie drammatica
- Vernee Watson, per aver interpretato Stella Henry in General Hospital
  - Ryan Ashton, per aver interpretato Zach Sinnett in Febbre d'amore
  - Robb Derringer, per aver interpretato Scooter Nelson in Il tempo della nostra vita
  - John Enos, per aver interpretato Roger in Il tempo della nostra vita
  - Morgan Fairchild, per aver interpretato Anjelica Deveraux in Il tempo della nostra vita

#### Miglior team di registi di una serie drammatica
- Team di registi di Il tempo della nostra vita
  - Team di registi di Beautiful
  - Team di registi di Febbre d'amore
  - Team di registi di General Hospital

#### Miglior team di sceneggiatori di una serie drammatica
- Team di sceneggiatori di Il tempo della nostra vita
  - Team di sceneggiatori di Beautiful
  - Team di sceneggiatori di Febbre d'amore
  - Team di sceneggiatori di General Hospital

### Programmi d'informazione e intrattenimento

#### Miglior talk show d'informazione
- The Dr. Oz Show, distribuito in syndication
  - The Chew, distribuito dalla ABC
  - Larry King Now, distribuito da Ora TV
  - Megyn Kelly Today, distribuito dalla NBC
  - Steve Harvey, distribuito in syndication

#### Miglior presentatore di un talk show d'informazione

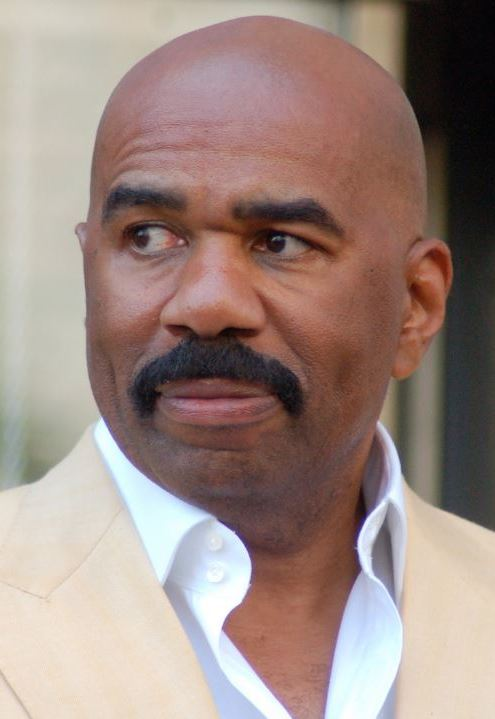
Steve Harvey, miglior presentatore di un talk show d'informazione

- Steve Harvey, per aver presentato Steve Harvey
  - Kit Hoover e Natalie Morales, per aver presentato Access Hollywood Live
  - Mehmet Öz, per aver presentato The Dr. Oz Show
  - Larry King, per aver presentato Larry King Now
  - Kellie Pickler e Ben Aaron, per aver presentato Pickler and Ben

#### Miglior talk show d'intrattenimento
- The Talk, distribuito dalla CBS
  - The Ellen DeGeneres Show, distribuito in syndication
  - Live! with Kelly and Ryan, distribuito in syndication
  - The Real, distribuito in syndication
  - The View, distribuito dalla ABC

#### Miglior presentatore di un talk show d'intrattenimento
- Adrienne Houghton, Loni Love, Jeannie Mai e Tamera Mowry-Housley, per aver presentato The Real
  - Julie Chen, Sara Gilbert, Sharon Osbourne, Aisha Tyler e Sheryl Underwood, per aver presentato The Talk
  - Harry Connick Jr., per aver presentato Harry
  - Joy Behar, Jedediah Bila, Paula Faris, Whoopi Goldberg, Sara Haines, Sunny Hostin e Meghan McCain, per aver presentato The View
  - Kelly Ripa e Ryan Seacrest, per aver presentato Live! with Kelly and Ryan

#### Miglior game show
- The Price is Right, distribuito dalla CBS
  - Family Feud, distribuito in syndication
  - Jeopardy!, distribuito in syndication
  - Let's Make a Deal, distribuito dalla CBS
  - Who Wants to Be a Millionaire, distribuito in syndication

#### Miglior presentatore di un game show
- Wayne Brady, per aver presentato Let's Make a Deal
  - Chris Harrison, per aver presentato Who Wants to Be a Millionaire
  - Steve Harvey, per aver presentato Family Feud
  - Pat Sajak, per aver presentato Wheel of Fortune
  - Alex Trebek, per aver presentato Jeopardy!

#### Miglior programma della mattina
- Good Morning America, distribuito dalla ABC
  - CBS Sunday Morning, distribuito dalla CBS
  - CBS This Morning, distribuito dalla CBS
  - Today, distribuito dalla NBC

#### Miglior programma culinario
- A Chef's Life, distribuito dalla PBS
  - Giada Entertains, distribuito da Food Network
  - Lidia's Kitchen, distribuito dalla PBS
  - Mind of a Chef, distribuito da Facebook Watch
  - Valerie's Home Cooking, distribuito da Food Network

#### Miglior presentatore di un programma culinario

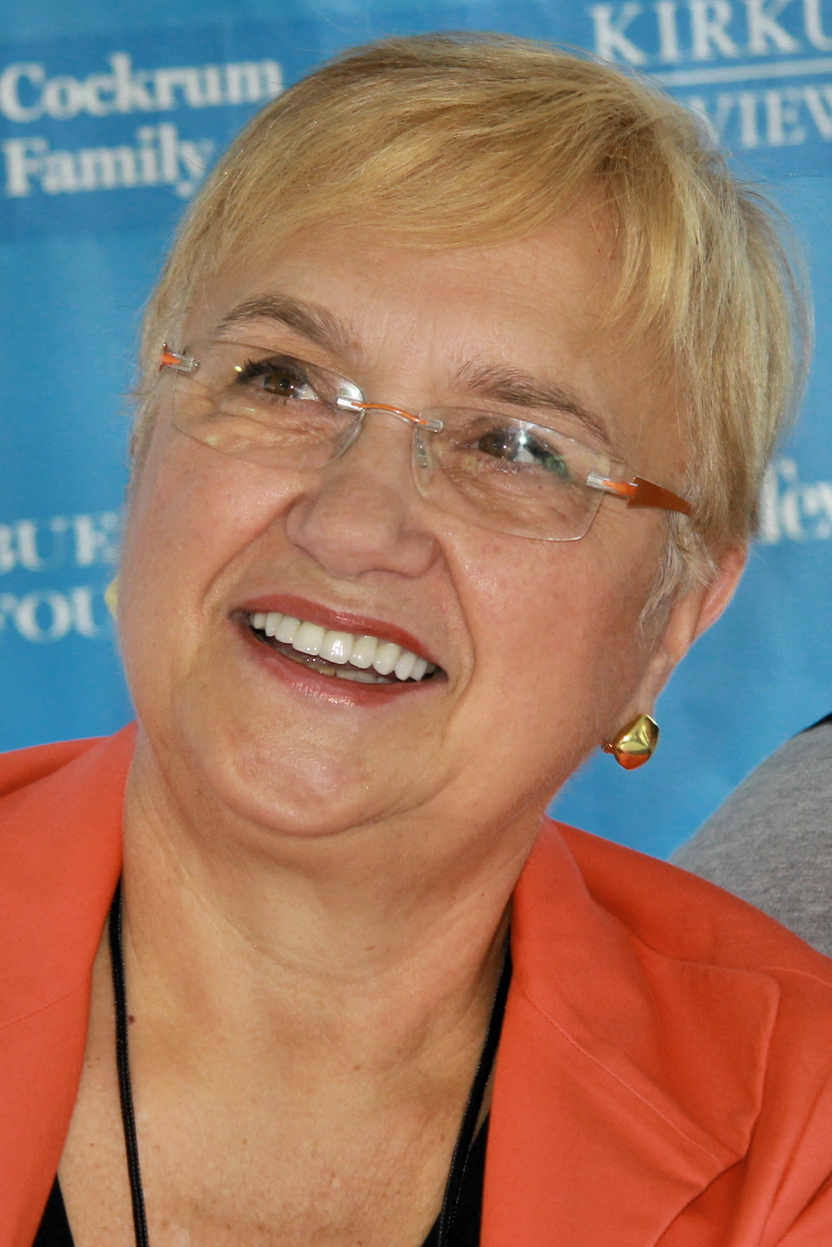
Lidia Bastianich, miglior presentatrice di un programma culinario

- Lidia Bastianich, per aver presentato Lidia's Kitchen
  - Danny Bowien, per aver presentato Mind of a Chef
  - Giada De Laurentiis, per aver presentato Giada Entertains
  - Guy Fieri, per aver presentato Guy's Ranch Kitchen
  - Vivian Howard, per aver presentato A Chef's Life

#### Miglior programma d'infotainment
- Entertainment Tonight, distribuito dalla CBS
  - Access Hollywood, distribuito dalla NBC
  - Daily Mail TV, distribuito in syndication
  - E! News, distribuito da E!
  - Extra, distribuito in syndication

#### Miglior programma legale
- Judge Mathis, distribuito in syndication
  - Couples Court with the Cutlers, distribuito in syndication
  - Divorce Court, distribuito dalla FOX
  - Judge Judy, distribuito in syndication
  - Justice with Judge Mablean, distribuito in syndication
  - The People’s Court, distribuito in syndication

#### Miglior programma della mattina in spagnolo
- ¡Despierta América!, distribuito da Univision
  - Cafe CNN, distribuito da CNN en Español
  - Nuestro Mundo, distribuito da CNN en Español
  - Un Nuevo Dia, distribuito da Telemundo

#### Miglior programma d'intrattenimento in spagnolo
- Destinos, distribuito da CNN en Español
  - El Gordo y la Flaca, distribuito da Univision
  - LAnzate, distribuito da Univision
  - Showbiz, distribuito da CNN en Español
  - SuperLatina with Gaby Natale, distribuito da V-me

#### Miglior talento della programmazione in spagnolo
- Lili Estefan – El Gordo y la Flaca
  - Guillermo Arduino – Encuentro
  - Raúl De Molina – El Gordo y la Flaca
  - Francisco Fuentes – El Gordo y la Flaca
  - Gaby Natale – SuperLatina with Gaby Natale

## Lifetime Achievement Award
- Premiati Bill e Susan Seaforth Hayes, Sid e Marty Krofft.